# Linienschiff (Handelsmarine)

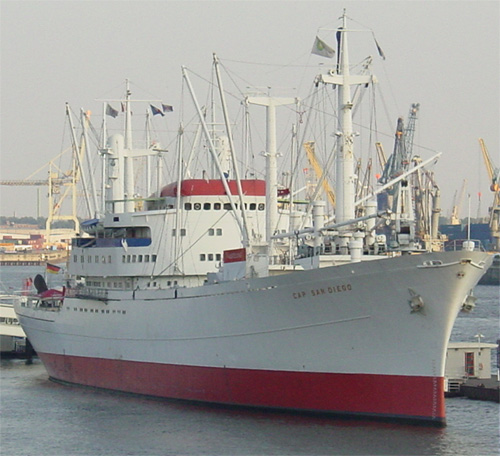
Die Cap San Diego (Baujahr 1962) – ein konventionelles Linienschiff

Als Linienschiff (engl. ocean liner) wird in der Handelsschifffahrt ein Handelsschiff bezeichnet, das nach einem regelmäßigen Fahrplan auf einer Route zwischen festen Orten pendelt. Bei Strecken, die Ozeane überqueren spricht man von Linienschifffahrt. Auf Binnengewässern verkehren Linienschiffe im Rahmen der Börtschifffahrt.
Im Gegensatz zu Fähren, die relativ kurze Distanzen überbrücken, pendeln Linienschiffe der Handelsschifffahrt auf wesentlich längeren Seewegen, oft sogar zwischen Kontinenten, und halten üblicherweise an mehreren Stationen. Vor Beginn der interkontinentalen Luftfahrt boten Linienschiffe für Privatpersonen die schnellste und sicherste Möglichkeit, die Ozeane zu überqueren und waren auch für den Transport von Post nach Übersee unverzichtbar. Heute sind Linienschiffe meist Containerschiffe.
Die wohl berühmteste und prestigeträchtigste Linienverbindung der Geschichte ist die zwischen Southampton und New York. Sie wurde von vielen berühmten Linienschiffen, wie der Queen Elizabeth, der Queen Mary, der Titanic oder der United States befahren.